# 小行星9392
小行星9392（9392 Cavaillon）是一颗绕太阳运转的小行星，为主小行星带小行星。该小行星于1994年8月10日发现。

## 轨道参数
小行星9392的轨道半长轴为2.4435733 UA，离心率为0.126。